# Tärnaby
För andra betydelser, se Tärnaby (olika betydelser).
Tärnaby  (umesamiska: Deärnná, sydsamiska: Dearna) är en tätort i Tärna distrikt i Storumans kommun och kyrkby i Tärna socken, Lappland, känd för att ha fostrat ett flertal alpina skidåkare på världselitnivå. Av Sveriges 185 världscupssegrar genom tiderna har 131 kommit från Tärnabyåkare, med IK Fjällvinden som moderklubb.
Den internationella turistvägen Blå vägen (Norge – Sverige – Finland – Ryssland) passerar Tärnaby.

## Historia
Tärna är den senaste fastbebyggda socknen i Sverige, med det äldsta nybygget uppfört 1824 vid Lövlund, men i århundraden dessförinnan bedrev samer renskötsel i området. Det finns även omkring 9 000 år gamla stenåldersfynd i området vid Tärnasjön.
Svenska turistföreningens turiststation i Tärnaby invigdes den 14 juli 1927 av landshövdingen. I början på 1950-talet efter andra världskriget började turismen i Tärnaby att ta fart, då ett antal hotell och skidliftar byggdes, och på 1960-talet uppfördes vattenkraftverk. Gårdar och jordbruk lades under vatten, varpå markägarna blev ersatta av kommunen för detta intrång. Sedan 1971 ingår Tärna socken i Storumans kommun.

### Befolkningsutveckling
| Befolkningsutvecklingen i Tärnaby 1950–2020 | Befolkningsutvecklingen i Tärnaby 1950–2020 | Befolkningsutvecklingen i Tärnaby 1950–2020 | Befolkningsutvecklingen i Tärnaby 1950–2020 | Befolkningsutvecklingen i Tärnaby 1950–2020 |
| ------------------------------------------- | ------------------------------------------- | ------------------------------------------- | ------------------------------------------- | ------------------------------------------- |
|                                             |                                             |                                             |                                             |                                             |
| År                                          |                                             |                                             | Folkmängd                                   | Areal (ha)                                  |
| 1950                                        | 1950                                        |                                             | 341                                         |                                             |
| 1960                                        | 1960                                        |                                             | 396                                         |                                             |
| 1965                                        | 1965                                        |                                             | 517                                         |                                             |
| 1970                                        | 1970                                        |                                             | 573                                         |                                             |
| 1975                                        | 1975                                        |                                             | 587                                         |                                             |
| 1980                                        | 1980                                        |                                             | 639                                         |                                             |
| 1990                                        | 1990                                        |                                             | 602                                         | 159                                         |
| 1995                                        | 1995                                        |                                             | 557                                         | 161                                         |
| 2000                                        | 2000                                        |                                             | 548                                         | 163                                         |
| 2005                                        | 2005                                        |                                             | 533                                         | 164                                         |
| 2010                                        | 2010                                        |                                             | 482                                         | 164                                         |
| 2015                                        | 2015                                        |                                             | 492                                         | 164                                         |
| 2020                                        | 2020                                        |                                             | 468                                         | 158                                         |
|                                             |                                             |                                             |                                             |                                             |

## Alpinanläggningen
Tärnabys lift- och pistsystem består av fem liftar (en fast tvåstolslift, två ankarliftar och två knappliftar) och 20 nedfarter plus en Funpark, och 375 meter fallhöjd. Flera av Tärnabys kända skidåkare har skidbackar uppkallande efter sig, exempelvis Ingemarbacken och Anjabacken (båda med belysning). Tärnaby hör till samma skidområde som Hemavan, vilket utgör Nordsveriges största.
Våren 2014 presenterades en masterplan för Tärnabys anläggnings framtida utveckling i samarbete med Storumans kommun, som delats in i tre etapper men också en vision som totalt kan inkludera cirka 20 nya liftar i och med en utbyggnation runt hela Laxfjället.

## Kända personer som är födda/uppvuxna i Tärnaby
- Jens Byggmark, alpin skidåkare.
- Tobias Erehed, komiker.
- Bengt Fjällberg, alpin skidåkare.
- Magdalena Fjällström, alpin skidåkare
- Bengt-Erik Grahn, alpin skidåkare.
- Hampus Mosesson, snowboardåkare.
- Mikael Niemi, författare.
- Hans Olofsson, alpin skidåkare.
- Anja Pärson, alpin skidåkare.
- Ingemar Stenmark, alpin skidåkare.
- Stig Strand, alpin skidåkare.
- Linn Åberg, alpin skidåkare.